# Márcio Rodrigues
Márcio Rodrigues (Magrão, n. 20 decembrie 1978, São Paulo, São Paulo, Brazilia) este un fost fotbalist brazilian.
Între 2004 și 2005, Magrão a jucat 2 de meciuri pentru echipa națională a Braziliei.

## Statistici
| Brazilia | Brazilia | Brazilia |
| An       | Meciuri  | Goluri   |
| -------- | -------- | -------- |
| 2004     | 1        | 0        |
| 2005     | 1        | 0        |
| Total    | 2        | 0        |